# Ikarus S-49
Ikarus S-49 je propelersko lovsko letalo, ki so ga zasnovali pri jugoslovanskem Ikarusu. S-49 je bil povsem kovinske konstrukcije. Imel je nizko nameščeno kantilever krilo in uvlačljivo pristajalno podvozje tipa tricikel.
Deloma je podoben ruskemu Jaku-9, je pa S-49 novejši dizajn. S-49 so zgradili isti kontruktorji, ki so prej delali na IK-3 in sicer Kosta Sivcev, Slobodan Zrnič and Svetozar Popovič. Prvo letalo so dostavili leta 1950. Sprva so uporabljali sovjetski motor VK-105, vendar po Informbiroju niso bili več na voljo, zato so uporabili podobne Hispano-Suiza 12Z-17.

## Specifikacije(Ikarus S-49C)
Podatki iz The Complete Book of Fighters
Splošne karakteristike
- Posadka: 1 pilot
- Dolžina: 9,06 m (29 ft 8¾in)
- Razpon kril: 10,30 m (33 ft 9½ in)
- Višina: 2,90 m (9 ft 6 in)
- Površina kril: 16,65 m² (179 ft²)
- Teža praznega letala: 2818 kg [1] (6200 lb)
- Maks. vzletna teža: 3568 kg (7850 lb)
- Pogon letala: 1 ×  Vodnohlajeni 12- valjni v-motor Hispano-Suiza 12Z-17, 1104 kW (1500 KM)

 Zmogljivost 
- Maks. hitrost: 628 km/h (339 vozlov, 390 mph) na 1525 m (5000 ft)
- Doseg: 690 km (373 nm, 429 milj)
- Višina leta: 10000 m (33000 ft)
- Čas do višine 6000 m (19700 ft): 6 min 54 sek [2]

Oborožitev

- 1 × 20 mm MG 151 top
- 2 × .50 M2 Browning strojnica s 650 naboji
- 2 × 50 kg (110 lb) bombe ali 4 × 5 in HVAR rakete